# سيرهي كرافتشينكو
سيرهي كرافتشينكو (بالأوكرانية: Кравченко Сергій Сергійович)‏ (24 أبريل 1983 بدونيتسك في أوكرانيا - ) هو لاعب كرة قدم أوكراني في مركز الوسط. شارك مع منتخب أوكرانيا لكرة القدم. أما مع النوادي، فقد لعب مع دينامو كييف ونادي دنيبرو دنيبروبتروفسك ونادي شاختار دونيتسك ونادي فورسكلا بولتافا ونادي قره باغ ونادي فولين لوتسك.

## وصلات خارجية
- سيرهي كرافتشينكو على موقع الاتحاد الأوربي (الإنجليزية)
- سيرهي كرافتشينكو على موقع اتحاد أوكرانيا (الإنجليزية)
- سيرهي كرافتشينكو على موقع قاعدة بيانات كرة القدم.إي يو (الإنجليزية)
- سيرهي كرافتشينكو على موقع ناشيونال فوتبول تيمز (الإنجليزية)
- سيرهي كرافتشينكو على موقع Soccerway.com (الإنجليزية)
- سيرهي كرافتشينكو على موقع عالم كرة القدم.نت (الإنجليزية)
- سيرهي كرافتشينكو على موقع AS.com (الإسبانية)